# Comuna Șcerboveț, Voloveț
Șcerboveț (în ucraineană Щербовець) este o comună în raionul Voloveț, regiunea Transcarpatia, Ucraina, formată din satele Pașkivți și Șcerboveț (reședința).

## Demografie
Componența lingvistică a comunei Șcerboveț
     Ucraineană (99,75%)
     Alte limbi (0,25%)
Conform recensământului din 2001, majoritatea populației comunei Șcerboveț era vorbitoare de ucraineană (99,75%), existând în minoritate și vorbitori de alte limbi.